# Cortijo Nuevo
La Zona Arqueológica de Cortijo Nuevo integra una serie de elevaciones tumulares de grandes dimensiones y afloramientos de muros, en torno a los cuales aparece abundante material cerámico y lítico de la Edad del Bronce. 
La singularidad de dichas estructuras, sin paralelos conocidos, así como la expansión de los cultivos bajo plástico en la zona que hacen peligrar la conservación del asentamiento, justifican su declaración como Bien de Interés Cultural. 

## Descripción
La zona arqueológica de Cortijo Nuevo está localizada en la margen derecha de la Rambla Morales, en el término municipal de Almería, dentro de la finca denominada Cortijo de Abajo junto al camino de Buenavista o Mazaroque. 
La existencia de unas elevaciones de tipo tumular, en las que afloraban restos de alineaciones de piedra, asociadas a restos cerámicos, molinos de mano y algunos fragmentos de sílex, motivan la primera excavación en el yacimiento en 1976. 
La intervención, centrada en uno de los túmulos permitió documentar una red de muros que formaban compartimentos diferentes en número y tamaño, en relación con su ubicación en la base o en el vértice del mismo. Todos ellos presentan una conducción debajo de un suelo de lajas perfectamente alzadas y sobre éste se levantan muros de piedra trabada con barro formando los compartimentos. 
Junto a esta peculiar construcción, sin paralelos conocidos, se halló abundante material cerámico, fundamentalmente fragmentos de vasijas con superficies cuidadas, en general espatuladas y, en algunas ocasiones, bruñidas que permiten encuadrar cronológicamente el yacimiento en la Edad del Bronce. 
En 1997 se realizó una excavación arqueológica de urgencia con el objetivo de evaluar los daños sufridos en el asentamiento a causa de una explanación en la zona sur del mismo. En los taludes resultantes de los desmontes se observaron restos de estructuras de gran envergadura realizadas en mampostería, así como niveles de habitación reflejados en paquetes sedimentarios con cenizas y abundantes restos de materia vegetal carbonizada.

## Fuente
DECRETO 226/1999, de 9 de noviembre, por el que se declara bien de interés cultural, con la categoría de zona arqueológica, el yacimiento denominado "Cortijo Nuevo" en el término municipal de Almería.
- Este artículo incluye contenido derivado de una disposición relativa al proceso de protección, incoación o declaración de un bien cultural o natural publicada en el BOE n.º 14 el 17 de enero de 2002 (texto), el cual está libre de restricciones conocidas en virtud del derecho de autor de conformidad con lo dispuesto en el artículo 13 de la Ley de Propiedad Intelectual española.

- Datos: Q5789693